# Глас (филм из 2010)
Глас (тур. Ses) је турски хорор филм из 2010. године, редитеља Умита Умала, са Селмом Ергеч и Мехметом Гунсуром у главним улогама. Радња прати младу радницу у позивном центру, која почне да чује мистериозни глас како јој шапуће, што јој постепено претвара живот у кошмар. Сценарио је написао филмски критичар и романописац Ујгар Ширин и по речима редитеља Умита Умала, то је био „најбољи сценарио који је у животу прочитао”.
Филм је сниман у Истанбулу. Премијерно је приказан 12. фабруара 2010. у 77 турских биоскопа. Зарадио је 92.751 $ у првој недељи премијере и 235.216 $ укупно. Глас је добио осредње оцене критичара. Емине Јилдирим је испред часописа Today's Zaman написала да филм не приказује ништа ново у овом жанру, али макар не изгледа као јефтина копија Холивудских филмова. Филм је био номинован за једанаест награда на разним филмским фестивалима у Турској и од тога је освојио шест.
Обоје од главних глумаца су се у наредне три године прославили улогама у популарној ТВ серији Сулејман Величанствени (2011—2014). Ергеч је тумачила Сулејманову сестру, султанију Хатиџе, а Гунсур Сулејмановог најстаријег сина, принца Мустафу.

## Радња
Дерја је млада девојка која ради у позивном центру банке и на тај начин издржава себе и своју мајку. Она постаје све приснија са својим шефом и пријатељем из детињства, Онуром. Међутим, Дерјин живот се претвара у кошмар када почне да чује чудан глас који јој шапуће. Иако покуша да га игнорише, глас полако почиње да јој контролише живот. Наводи је да прати Онура и открива застрашујуће детаље из прошлости своје породице.

## Улоге
| Глумац          | Улога         |
| --------------- | ------------- |
| Селма Ергеч     | Дерја         |
| Мехмет Гунсур   | Онур          |
| Исир Јенесу     | Ајсел         |
| Ејлем Јилдиз    | Филиз         |
| Селен Учер      | глас          |
| Сера Јилмаз     | Џахиде        |
| Хакан Карахан   | Саит          |
| Емре Акај       | Синан         |
| Левент Јилмаз   | фотограф      |
| Коксал Јилмаз   | Танер         |
| Гаје Гурсел     | Дерјина мајка |
| Јесим Тарак     | Арзу          |
| Харун Онур Имир | Онуров отац   |
| Сезен Карабулут | Онурова мајка |